# Dorotea Guerra
Dorotea Guerra est une actrice, scénariste, réalisatrice et productrice mexicaine de cinéma. Elle a réalisé un long métrage, Hacer un guion, et trois courts. L'écrivaine mexicaine Elena Poniatowska a participé à l'écriture de La muchacha, et le poète uruguayen Mario Benedetti à celle d'Acaso irreparable.

## Filmographie

### Comme actrice
- 1975 : Tívoli d'Alberto Isaac
- 1981 : No gardel no de Daniel Da Silveira

### Comme réalisatrice
- 1976 : Acaso irreparable
- 1979 : 2+1=4
- 1981 : Hacer un guion
- 1990 : La muchacha

### Comme scénariste
- 1979 : 2+1=4
- 1981 : Hacer un guion
- 1990 : La muchacha

### Comme productrice
- 1976 : Acaso irreparable